# 汪统 (1935年)
汪统（1935年4月9日—2007年9月8日），男，江苏无锡人，中华人民共和国政治人物，曾任中共北京市委常委、政法委书记，北京市人大常委会副主任，第九届全国人大代表。